# Apriona nobuoi
Apriona nobuoi är en skalbaggsart som beskrevs av Stefan von Breuning och Nobuo Ohbayashi 1966. Apriona nobuoi ingår i släktet Apriona och familjen långhorningar.
Artens utbredningsområde är Taiwan. Inga underarter finns listade i Catalogue of Life.